# الذریعه الی تصانیف الشیعه
الذریعة إلی تصانیف الشیعة دائرةالمعارف کتابشناسی بزرگی در ۲۶ جلد (و البته با احتساب جلد نهم که خود ۴ جلد است مجموعاً ۲۹ جلد) است که به همت علامه شیخ آقابزرگ تهرانی فراهم آمده و به زبان عربی نوشته شده‌است.

این اثر، به عنوان منبع دسته اول، در زمینه شناخت میراث مکتوب شیعه در قرون متمادی، تا دوره زندگانی مؤلف، شناخته می‌شود و بر اساس الفبایی عنوان اثر، به شرح حال نویسندگان و معرفی نسخ خطی آثار آنان می‌پردازد. الذریعه با ۱۱۵۵۴ صفحه ۵۵۰۹۵ کتاب و رساله را شناسایی کرده‌است.

## انگیزه نگارش الذریعه
در مورد انگیزهٔ شیخ آقا بزرگ در تألیف الذریعه چنین گفته شده‌است که جرجی زیدان (م ۱۹۱۴) در کتاب مشهور خود «تاریخ آداب اللغة العربیة» در مورد شیعه سخنی بدین مضمون گفت که: شیعه طایفه‌ای بود کوچک و آثار قابل اعتنایی نداشت و اکنون شیعه‌ای در دنیا وجود ندارد، این شد که شیخ آقا بزرگ و دو همردیف و دوست علمیش، سید حسن صدر (م۱۳۵۴) و شیخ محمد کاشف الغطاء (م ۱۳۷۳) هم پیمان شدند تا هر یک در باب معرفی شیعه کاری را بر عهده گیرند و به این صورت پاسخ سخن جرجی زیدان را بدهند.
برپایه این پیمان قرار شد علامه سید حسن صدر با نگارش کتابی سهم شیعه در تأسیس و تکمیل علوم اسلامی را نشان دهد که با نگارش کتاب «تأسیس الشیعه لعلوم الاسلام» این کار را انجام داد. علامه شیخ محمد حسین کاشف الغطاء نیز متعهد شد کتاب «تاریخ آداب اللغة» جرجی زیدان را نقد کند که این کار را کرد و در جزء دوم کتاب «النقود والردود» چهار جلد کتاب جرجی زیدان را نقد علمی نمود. از این بین شیخ آقا بزرگ مأمور شد فهرستی برای تالیفات شیعه بنویسد که حاصل آن کتاب الذریعه شد.

## نشر مجلدات الذریعه
چهار جلد اول این مجموعه، در نجف با اشراف مؤلف چاپ گردیده و مجلدات بعدی، همه در ایران به کوشش فرزندان مؤلف علینقی منزوی و احمد منزوی منتشر شد.

## چاپ
الذریعه در بیروت، نجف، تهران، مشهد و قم بارها چاپ شده‌است. تمامی چاپ‌ها یکسان است الا چاپ کتابخانه مجلس.

## از نگاه ایرج افشار
ایرج افشار دربارهٔ الذریعه می‌گوید:
الذّریعة مرجعی اصلی، اساسی و حتمی برای هر پژوهنده‌ای است که با کتاب و نسخه (اعم از فارسی و عربی) سر و کاری پیدا می‌کند.

## مستدرک‌های الذریعه
از جمله کسانی که با مرحوم آقابزرگ تهرانی در تهیه این دائرةالمعارف همکاری کردند، شاگرد خاص وی، مرحوم محقق طباطبایی بود که از ابتدای انتشار مجلدات نخستین این اثر، دست به نوشتن استدراکی بر آن زد. مجموعه مستدرک الذریعه محقق طباطبایی، در هفت جلد، به معرفی آثاری پرداخت که آقابزرگ تهرانی آن‌ها را در الذریعة نیاورده‌است.

از جمله مستدرکات دیگری که بر این دائرة المعارف نوشته شده، کتاب الشریعة فی استدراک الذریعة است که جلد اول آن به قلم سید محمد طباطبایی بهبهانی از سوی کتابخانه مجلس شورای اسلامی در تهران منتشر شد.

## مقالاتی دربارهٔ الذریعه
- مقاله: الذریعه و مؤلف آن از عباس اقبال سال ۱۳۲۵ شمسی[۶]
- مفاله: الذریعه و آقا بزرگ تهرانی نوشته علی نقی منزوی[۷]

## متن کامل دوره الذریعه
- متن دو چاپ الذریعه(قم و بیروت)

## پی‌نوشت‌ها
1. ↑  "الذریعة الی تصانیف الشیعة (کتاب)". ویکی شیعه. March 2, 2015. Retrieved April 29, 2015.
2. ↑  مجله تحقیقات کتابداری و اطلاع‌رسانی دانشگاهی، مقاله احمد منزوی، اسفند 1353 شماره 4.
3. ↑  آئینه پژوهش، سال۵، ش۵–۶ (۲۹–۳۰) بهمن و اسفند ۱۳۷۳، نگاهی به کتاب الذریعه، ناصر الدین انصاری قمی، ص ۱۰۸
4. ↑  شیخ آقا بزرگ تهرانی، محمد رضا حکیمی، تهران، دفتر نشر فرهنگ اسلامی، چاپ چهارم۱۳۷۸، صص۲۲–۲۴
5. ↑  http://www.cgie.org.ir/fa/news/83944
6. ↑  http://ensani.ir/fa/article/224007
7. ↑  http://ensani.ir/fa/article/300339